# Oko (Ruciane-Nida)
Oko [ˈɔkɔ] (deutsch Eichhorst) ist ein kleiner Ort in der polnischen Woiwodschaft Ermland-Masuren. Er gehört zur Gmina Ruciane-Nida (Stadt- und Landgemeinde Rudczanny/Niedersee-Nieden) im Powiat Piski (Kreis Johannisburg).

## Geographie
Oko liegt am Ostufer des Niedersees (polnisch Jezioro Nidzkie) im Südosten der Woiwodschaft Ermland-Masuren, 18 Kilometer südwestlich der Kreisstadt Pisz (deutsch Johannisburg).
Oko ist von Kowalik (deutsch Kowallik, 1938 bis 1945 Müllershof und heute ein Stadtteil von Ruciane-Nida) bzw. von Lisiczyn aus über einen Landweg zu erreichen.

## Geschichte
Wann Eichhorst gegründet wurde, ist nicht belegt. Bis 1945 gehörte der Ort zur Landgemeinde Kreuzofen (polnisch Krzyże) im Kreis Johannisburg im Regierungsbezirk Gumbinnen (ab 1905: Regierungsbezirk Allenstein) in der preußischen Provinz Ostpreußen. Die ortsansässige Försterei war dem Staatsforst Rudczanny (heute polnisch Ruciane und ein Stadtteil von Ruciane-Nida) unterstellt.
1945 kam Eichhorst in Kriegsfolge mit dem gesamten südlichen Ostpreußen zu Polen und erhielt die polnische Namensform „Oko“. Heute ist der kleine Ort eine Ortschaft im Verbund der Stadt- und Landgemeinde Ruciane-Nida (Rudczanny/Niedersee-Nieden) im Powiat Piski (Kreis Johannisburg), bis 1998 der Woiwodschaft Suwałki, seither der Woiwodschaft Ermland-Masuren zugeordnet.

## Kirche
Bis 1945 war Eichhorst mit der Muttergemeinde Kreuzofen in die evangelische Kirche Kurwien (polnisch Karwica) in der Kirchenprovinz Ostpreußen der Kirche der Altpreußischen Union sowie in die katholische Pfarrkirche Johannisburg im Bistum Ermland eingepfarrt.
Heute orientieren sich die evangelischen Einwohner Okos nach Pisz in der Diözese Masuren der Evangelisch-Augsburgischen Kirche in Polen, während die katholischen Kirchenglieder zur Pfarrkirche in Karwica im Bistum Ełk der polnischen katholischen Kirche gehören.